# Pablo Usoz Ciriza
Pablo Usoz Ciriza (Madrid, Espanya, 1968) és un jugador d'hoquei sobre herba madrileny, ja retirat, guanyador d'una medalla olímpica.
Va participar, als 23 anys, en els Jocs Olímpics d'Estiu de 1992 a Barcelona (Catalunya), on va guanyar un diploma olímpic en la competició masculina olímpica d'hoquei sobre herba amb la selecció espanyola. Als Jocs Olímpics d'Estiu de 1996 realitzats a Atlanta (Estats Units) finalitzà en segona posició i guanyà així la medalla de plata. Als Jocs Olímpics d'Estiu de 2000 a Sydney (Austràlia) finalitzà en novena posició. En el seu palmarès també destaca una medalla de plata en el Campionat del Món d'hoquei sobre herba.
Una vegada retirat va exercir d'entrenador de la selecció espanyola d'hoquei sobre herba femenina, amb la qual va disputar els Jocs Olímpics de 2004 i 2008. Posteriorment entrenà els equips masculins i femenins del Club de Campo. Amb l'equip masculí guanyà dues lligues i una copa.